# المستشفى الميداني الأردني (خان يونس)
المستشفى الميداني الأردني في مدينة خان يونس مستشفى عسكري أردني تملكه الخدمات الطبية الملكية في الجيش الأردني. تأسس في 20 نوفمبر 2023 خلال الحرب الفلسطينية الإسرائيلية 2023، ويقع مقره قُرب مجمع ناصر الطبي في مدينة خان يونس جنوب قطاع غزة وتبلغ قدرته السريرية 41 سريرًا.

## التاريخ
في 7 أكتوبر 2023، شنت حركة حماس عمليةً عسكرية ضد الاحتلال الإسرائيلي أطلقت عليها اسم عملية طوفان الأقصى؛ مما أدى إلى إندلاع الحرب الفلسطينية الإسرائيلية 2023.
نتيجةً للحرب جهز الأردن المستشفى ليقدم خدمات طبية وعلاجية طارئة لازمة للشعب الفلسطيني في جنوب قطاع غزة، حيث أخرج الاحتلال الإسرائيلي المستشفيات كافة عن الخدمة في شمال قطاع غزة وأجبر نحو 1.1 مليون فلسطيني إلى النزوح جنوب وادي غزة.
تكون المستشفى الميداني من 40 قاطرة تحمل معدات المستشفى الذي يتكون طاقمه من 145 شخصًا من الطواقم الطبية والتمريضية والإدارية، وسعته السريرية 41 سريرًا طبيًا موزعة على الأقسام التالية: الطوارئ، الباطني، العناية المكثفة، الحضانة، النسائية والولادة، ومنامات للرجال والنساء، المختبر، الصيدلية، الأشعة، والتعقيم وغرفتي عمليات جراحية عاجلة.
في 9 ديسمبر 2023، استهدفت المدفعية الإسرائيلية المستشفى بقذيفة؛ مما أدى إلى وقوع أضرار وتلف في محتوياته دون إصابات.
وفي 17 يناير 2024، قال الجيش الأردني إن مستشفاه العسكري الميداني في خان يونس تضرر بشدة جراء قصف إسرائيلي في محيطه، مضيفًا أنه يحمل إسرائيل المسؤولية عن انتهاك صارخ للقانون الدولي.